# Capanna Gesero
Die Capanna Gesero (deutsch Geserohütte) ist eine Schutzhütte im obersten Valle d'Arbedo oberhalb der Ortschaft Arbedo im Kanton Tessin in den Lepontinischen Alpen. Sie gehört der Sektion Bellinzona der Unione Ticinese Operai Escursionisti (UTOE) unter dem Dachverband Federazione Alpinistica Ticinese (FAT).
Die neue Hütte, die am 2. Juli 2022 eingeweiht wurde, befindet sich auf Biscia auf 2003 m ü. M. und besitzt 32 Betten.

## Geschichte und Beschreibung
Die erste Hütte, ein ehemaliger Militärbaracken-Holzbau im Gebiet Biscia (2003 m ü. M.), wurde von der UTOE Bellinzona gekauft, umgebaut und 1922 als erste UTOE-Hütte eingeweiht. Während des Zweiten Weltkriegs wurde sie vom Militär benützt und ging 1945 wieder an die UTOE zurück. Da sie in schlechtem Zustand war, kaufte die UTOE die auf 1774 m ü. M. über der gleichnamigen Alp am Fusse des Corno di Gesero gelegene Militärunterkunft aus Holz, die 1946 als zweite Hütte eingeweiht und 1958 renoviert wurde. Sie war einstöckig und hatte 64 Betten in 4 Zimmern. Der Kanton hat die Baubewilligung für die heutige Hütte mit dem Abriss der zweiten Hütte verknüpft.
Die heutige, neue Hütte mit 32 Schlafplätzen wurde einen Kilometer weiter nach Osten auf dem einsamen Grat Biscia (2003 m ü. M.) gebaut, am Standort der ersten Hütte von 1922. Der Standort des Neubaus wurde vom alten weiter entfernt, an einem Ort mit Blick auf die Magadinoebene und den Lago Maggiore, gewählt. Der Biscia-Grat fällt von der Cima delle Cicogne in Richtung Sasso Guida ab. Die Gegend ist geeignet für Wanderer und Familien und als Ausgangsort für den Übergang in andere Hütten der Region.

## Hüttenzustiege mit Gehzeit
- von Carena (958 m ü. M.) via Alpe Croveggia in 3 Stunden (Schwierigkeitsgrad T2).
- von Laura (1372 m ü. M.) via Alpe di Cadinello in 2 Stunden (T1). Laura ist von Roveredo GR mit dem Auto erreichbar.
- Von Arbedo (274 m ü. M.) via Valle d'Arbedo und I Munt da Cò in 5 Stunden (T1).

Bis zum Standort der alten Hütte ob der Alpe di Gesero gibt es eine gebührenpflichtige Fahrstrasse von Roveredo GR und Arbedo.

## Aufstiege
- Passo San Jorio (2012 m ü. M.) in 2 Stunden (T2).
- Beim San Jorio Pass befindet sich ein Geschichtslehrpfad der Tessiner Festungen mit militärischen Anlagen aus dem Ersten und Zweiten Weltkrieg.[6]

## Übergänge zu Nachbarhütten
- Capanna Genzianella, Piano Dolce, (1400 m ü. M.) in 1 ½ Stunden.[7]
- Rifugio San Jorio, unterhalb des Passo San Jorio, Italien, (1980 m s.l.m.) in 2¼ Stunden (T2).
- Rifugio Giovo via Passo San Jorio, Italien, (1706 m s.l.m.)  in 2 ½[8]
- Capanna Monte Bar in 5 Stunden